# 선조건자
선조건자(preconditioner)는 조건수를 낮추는 방법이다.
수학에서 선조건화는 주어진 문제를 수치해석 방법에 더 적합한 형식으로 조건화하는 "선조건자"라고 불리는 변환을 적용하는 것이다. 사전조건화는 일반적으로 문제의 조건 수를 줄이는 것과 관련이 있다. 그런 다음 사전 조건이 지정된 문제는 일반적으로 반복 방법을 통해 해결된다.

## 같이 보기
- 반복법